# Siegfried Hetz
Siegfried Hetz (* 1954 in Piesendorf) ist ein österreichischer Journalist und Autor.

## Leben
Siegfried Hetz wurde 1954 in Piesendorf geboren und studierte Germanistik, Philosophie und Publizistik in Mainz und München. Er ist Autor literatur- und kulturhistorischer Bücher sowie von Wanderführern. Darunter befinden sich auch einige Marco Polo Reiseführer.

## Werke (Auswahl)
- MARCO POLO Reiseführer Österreich: Reisen mit Insider-Tipps. MairDumont (Hrsg.) 2023, ISBN 978-3-8297-2585-9.
- Zwischen den Welten: Burghard Breitner im Visier. Verlag Anton Pustet, Salzburg 2021, ISBN 978-3-7025-1004-6.
- Wo Dollfuß baden ging. Mattsee erinnert sich: Schönberg. Seyß-Inquart. Stephanskrone. Verlag Anton Pustet, Salzburg 2018, ISBN 978-3-7025-0890-6.[2]
- Erlebnis Salzburger Land Band 1: Flachgau. 45 ausgesuchte Touren rund um Salzburg. Verlag Anton Pustet, Salzburg 2010, ISBN 978-3-7025-0629-2.